# Secret South
Albums de 16 Horsepower
Low Estate
(1997) Hoarse
(2001)
Secret South est le troisième album du groupe de folk alternative américaine 16 Horsepower. Il a été publié en 2000.

## Historique
Secret South a été composé par David Eugene Edwards et 16 Horsepower avec comme source d'inspiration la musique du Sud des États-Unis.

## Liste des titres de l'album
| No  | Titre                                                           | Durée |
| --- | --------------------------------------------------------------- | ----- |
| 1.  | Clogger                                                         | 3:28  |
| 2.  | Wayfaring Stranger (d'après une chanson de folk traditionnelle) | 2:59  |
| 3.  | Cinder Alley                                                    | 4:42  |
| 4.  | Burning Bush                                                    | 3:59  |
| 5.  | Poor Mouth                                                      | 4:39  |
| 6.  | Silver Saddle                                                   | 3:11  |
| 7.  | Praying Arm Lane                                                | 3:19  |
| 8.  | Splinters                                                       | 5:17  |
| 9.  | Just Like Birds                                                 | 3:42  |
| 10. | Nobody Cept You (d'après Bob Dylan)                             | 3:34  |
| 11. | Strawfoot                                                       | 3:30  |

## Musiciens ayant participé à l'album
- David Eugene Edwards - chant, guitare, piano, concertina
- Steve Taylor - chœur, guitare,
- Jean-Yves Tola - batterie, percussions, piano
- Pascal Humbert - basse, contrebasse, guitare
- Asher Edwards - violon
- Rebecca Vera - violon
- Elin Palmer - violon